# Ticho
Ticho är det andra studioalbumet och även det andra tjeckiska studioalbumet från den polska sångerskan Ewa Farna. Det släpptes den 1 oktober 2007. En polsk version av albumet med titeln Cicho släpptes senare.

## Låtlista
1. Ticho - 3:24
2. La la laj - 3:20
3. Z bláta do louže - 3:14
4. Ponorka - 2:16
5. Nemám na vybranou - 3:40
6. Tenkrát - 4:03
7. Přátelství - 3:19
8. Blíž ke hvězdám - 3:14
9. Náhoda - 3:40
10. Případ ztracenej - 3:10
11. Něco nám přejte - 3:49
12. Pošli to dál - 3:43
13. Směj se - 3:25

## Listplaceringar
| Lista (2007-2008) | Topplacering |
| ----------------- | ------------ |
| Tjeckien          | 2            |